# Китайско-маврикийские отношения
Китайско-маврикийские отношения — двусторонние дипломатические отношения между Китаем и Маврикием. Государства являются членами Организации Объединённых Наций (ООН).

## История
Значительная часть населения Маврикия имеет китайские корни (маврикийцы китайского происхождения), прибывшие на остров между XVII и XIX веками. Официальные дипломатические отношения между государствами были установлены 15 апреля 1972 года, и с тех пор отношения были крепкими и постоянно развивались. Генеральный секретарь ЦК КПК Ху Цзиньтао посетил Маврикий 16 февраля 2009 года.

## Торговля
С 2000 по 2012 год по сообщениям СМИ на Маврикии было осуществлено около 47 официальных китайских проектов финансирования развития. Эти проекты варьируются от финансирования строительства терминала в международном аэропорту имени сэра Сивусагура Рамгулама за счёт льготного кредита в размере 260 миллионов долларов США от Эксим банка Китая до реконструкции и ремонта театра «Плаза» в Бо-Бассен — Роз-Хилле за счёт беспроцентных кредитов Китая.

## Дипломатические представительства
- Китай имеет посольство в Порт-Луи[5].
- У Маврикия имеется посольство в Пекине[6].